# Sumatra PDF
Sumatra PDF è un lettore open source di PDF, ePub, mobi, DjVu, XPS, CHM, CBZ e CBR. Sumatra PDF è concepito per essere leggero e veloce ma al tempo stesso completo di tutte le funzionalità base.

## Storia e caratteristiche
Sumatra PDF è disponibile solo su piattaforma Microsoft Windows dalla versione Vista in poi (uno sviluppatore indipendente fornisce una versione compatibile con Windows 2000 ottenuta ricompilando i sorgenti con un compilatore compatibile con Windows 2000). Dalla versione 3.2 Sumatra PDF non è più compatibile con Windows XP, ma è ancora possibile utilizzare tutte le vecchie versioni.
Fino a Sumatra 1.1, la stampa è stata ottenuta trasformando ogni pagina PDF in un'immagine bitmap. Ciò causava grandi file di spool e stampe potenzialmente lente.
Dalla versione Sumatra 0.9.1, vengono supportati anche i collegamenti ipertestuali incorporati nei documenti PDF.
L'installazione alla versione 3.1.2 occupava 11 MB di spazio su disco, mentre Adobe Reader DC (versione 15) richiede 216 MB di spazio disponibile.
Utilizza la libreria MuPDF per il rendering dei PDF.